# Louis Du Londel
Louis Du Londel, född 1728, död 1793 i Sverige, var en fransk skådespelare och teaterdirektör som var aktiv i Sverige.
Du Londel var son till Jean Du Londel och Jeanne Du Londel och bror till Louise Du Londel. Han var direktör för Sällskapet Du Londel mellan 1756 och 1771. Gift 1759 med dansaren Marguerite Morel. Du Londel var även, tillsammans med sin systers man Pierre Lefebvre, engagerad som lärare i franska och fäktning åt prinsarna.  
Då den franska truppen avskedades 1771, var paret Du Londel de enda som fick behålla sin lön som pension, på grund av ett löfte som Gustav III hade gett sin far. Den 9 juni 1771 annonserade Louis Du Londel i Allehanda att han och hans fru ska resa till Paris om 14 dagar och att alla som har fordringar ska höra av sig i deras bostad, "Grosshandlar Grewesmühls Hus på Stor-Torget". Paret lämnade Sverige 21 juni 1771, trots att de hade lovats en dubbelt så stor pension om de fortsatte vara bosatta i Sverige, möjligen för att Gustav III gärna ville ha deras tjänster som teaterlärare. År 1778 bosatte de sig i Metz. År 1780 hade en del av de kvarvarande artisterna från den franska truppen samlats till en hovteater, och Gustav III anmärkte att denna skulle ha varit en fullvärdig teater om det inte hade varit för att paret Du Londel då befann sig i Paris. År 1792 återvände paret Du Londel till Sverige på grund av franska revolutionen. Eftersom Louis Du Londel var rojalist med adlig påbrå på moderns sida kände sig paret otrygga i Frankrike. Han avled året därpå.